# Thomas of Woodstock, 1. Duke of Gloucester

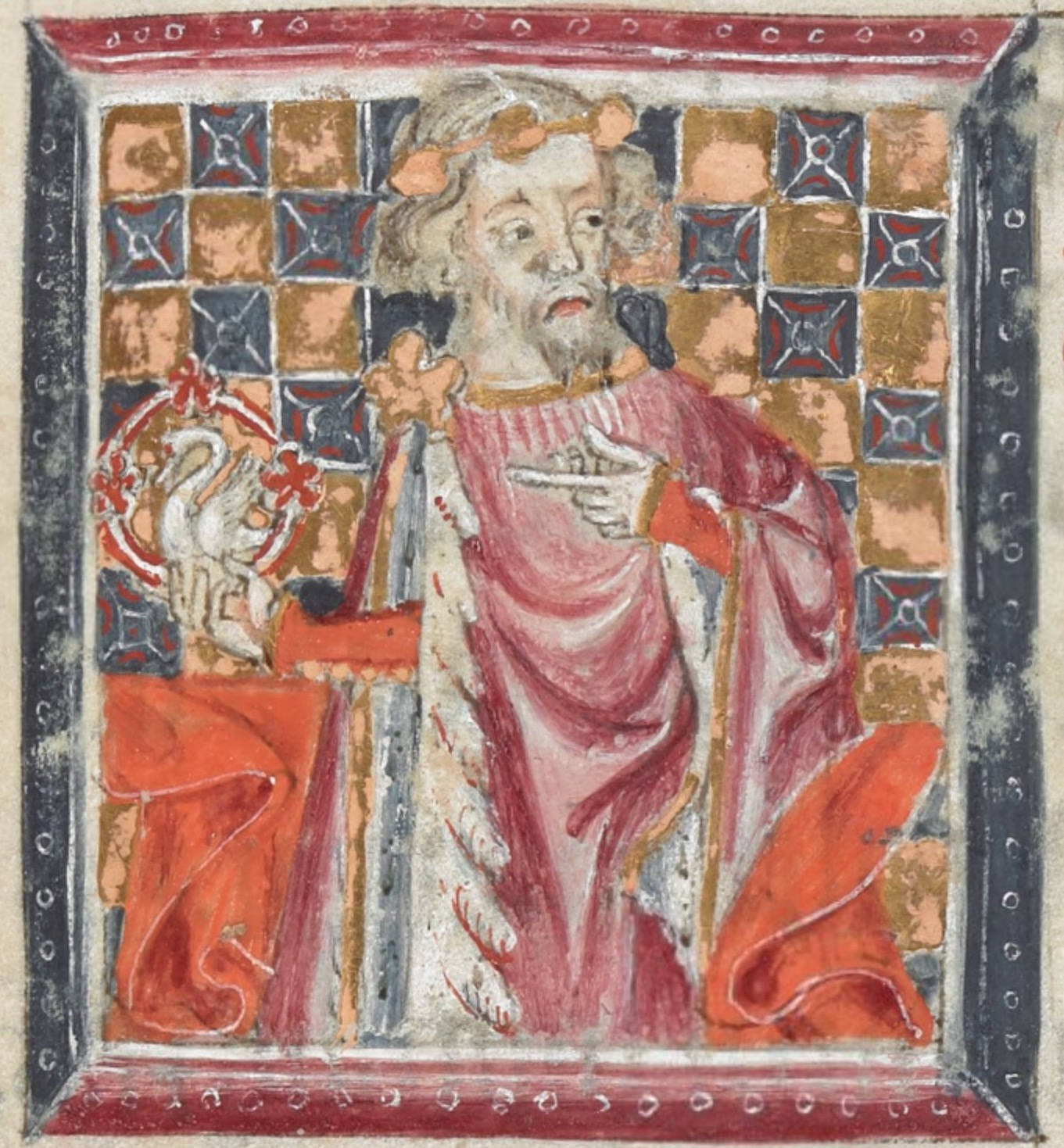
Thomas of Woodstock

Thomas of Woodstock, 1. Duke of Gloucester KG (* 7. Januar 1355 in Woodstock Palace, Oxfordshire; † 8. September 1397 in Calais) war ein englischer Prinz.

## Herkunft
Seine Eltern waren der englische König Eduard III. und dessen Ehefrau Philippa von Hennegau. Er ist der fünfte und jüngste Sohn des Paares, der das Erwachsenenalter erreichte. Seine älteren Brüder sind Edward of Woodstock, Prince of Wales, genannt der „Schwarze Prinz“, Lionel of Antwerp, 1. Duke of Clarence, John of Gaunt, 1. Duke of Lancaster sowie Edmund of Langley, 1. Duke of York. Thomas ist der zweite Sohn mit diesem Namen. Sein gleichnamiger Bruder starb kurz nach der Geburt 1347.

## Wirken

Wappen von Thomas of Woodstock

1376 heiratete Thomas die noch minderjährige Eleanor de Bohun, Tochter und Teilerbin des 1373 verstorbenen Humphrey de Bohun, 7. Earl of Hereford (Haus Bohun). Aus ihrem Recht erlangte er spätestens 1381 die Kontrolle über die Ländereien des erloschenen Earldoms of Essex und nannte sich zeitweise selbst Earl of Essex, ohne dass ihm auch dieser Titel explizit verliehen oder bestätigt worden war. Eine jüngere Schwester Eleanors, Mary de Bohun, sollte später Henry Bolingbroke, den späteren Heinrich IV., Sohn John of Gaunts und somit Neffe von Thomas, heiraten.
Im April 1377 wurde er anlässlich der Investitur seines Neffen Richard als Prince of Wales zum Knight of the Bath geschlagen. Im Juli 1377 wurde Thomas der Titel Earl of Buckingham verliehen. 1380 wurde er in den Hosenbandorden aufgenommen. 1385 wurde er Herzog von Aumale und Duke of Gloucester.
1387 war Thomas einer der Wortführer der Opposition gegen seinen Neffen König Richard II. An seiner Seite standen Henry Bolingbroke, damals Earl of Derby, Thomas de Beauchamp, 12. Earl of Warwick, Richard FitzAlan, 11. Earl of Arundel und Thomas Mowbray, 1. Earl of Nottingham. Diese Lords Appellant genannte Gruppe lehnte sich gegen Bemühungen des jungen Königs auf, seine Macht zu stärken und dem Parlament Rechte zu entziehen. Nachdem Richard II. Beschlüsse des „Wundervollen Parlaments“ für ungültig erklärte und Hochverratsverfahren im Raum standen, reagierten seine Gegenspieler, setzten den König in London fest und schlugen 1387 ein königstreues Heer bei Radcot Bridge in Oxfordshire. Das 1388 eingesetzte „Gnadenlose Parlament“ stand ganz unter dem Einfluss der Lord Appellants, die über diesen Weg die Machtstruktur Richards II. unterhöhlten. Die meisten Vertrauten des Königs wurden ihres Amtes enthoben, eingekerkert, ins Exil geschickt oder gar zum Tode verurteilt. Erst 1397 konnte Richard sich der Lord Appellants entledigen.
Thomas war zeitlebens aufgrund einiger Intrigen heftig umstritten. Möglicherweise sah er in sich auch tatsächlich den geeigneteren König Englands, der aber einfach als jüngster Sohn des alten Königs kaum eine Chance zur Erbfolge hatte. Aufgrund dieses Charakterzuges war Thomas das erste Opfer des Gegenschlag Richards II., der 1397 erfolgte. Thomas Mowbray klagte seinen ehemaligen Weggefährten des Hochverrats und einer Verschwörung gegen den König an. Thomas wurde gefangen genommen und unter Bewachung von Mowbray nach Calais geschickt.

## Tod
Am 8. September 1397 verstarb Thomas als Gefangener in Calais unter ungeklärten Umständen.
Sein Neffe Bolingbroke sollte diesen Tod zum Anlass nehmen, nun seinerseits Thomas Mowbray des Mordes an seinem Onkel anzuklagen. Richard II. ließ seinen Gefolgsmann fallen und verbannte ihn auf Lebenszeit aus England, allerdings nicht ohne auch Heinrich für zehn Jahre des Landes zu verweisen. Eine direkte Verbindung Richards II. zur möglichen Ermordung Thomas’ konnte nie nachgewiesen werden, jedoch könnte Mowbray durchaus das Werkzeug des Königs gewesen sein, sich des unbequemen und intriganten Onkels zu entledigen.

## Nachkommen
Thomas und Eleanor hatten einen Sohn und vier Töchter.
- Humphrey of Buckingham, 2. Earl of Buckingham (1381–1399)
- Anne of Gloucester (1383–1438)
- Joan of Woodstock (1384–1400)
- Isabella of Woodstock (1386–1402)
- Philippa (1389–1399)